# Дом купца Буттенгоффа
Дом купца Буттенгоффа — жилое здание с коммерческими помещениями в Выборге, построенное в конце XIX века по проекту архитектора Брюнольфа Бломквиста. Расположенный на Крепостной улице в центре города Выборга четырёхэтажный дом в стиле неоренессанс включён в перечень памятников архитектуры.

## История
Богатый купец Эмиль Буттенгофф из немецкого рода, происходившего из Восточной Пруссии, был известен далеко за пределами Выборга. Он успешно занимался торговлей заграничными табачными и винно-водочными изделиями. Для строительства своего доходного дома торговец выбрал угловой участок на самой вершине Колокольной горы. Построенный в 1898 году по проекту выборгского городского архитектора Йохана Брюнольфа Бломквиста четырёхэтажный дом стал одной из приметных высотных доминант средневековых кварталов города. Вытянутое вдоль улицы Новой Заставы здание с узким двором-колодцем, объединившим более старые постройки, оказалось первым представителем крупномасштабного домостроения в Старом городе.
Заказчик не пожалел средств на оригинальную художественную отделку фасада, служившего своеобразной рекламой купеческого предприятия. Фасад богато декорирован с использованием элементов, заимствованных архитектором у мастеров шведско-немецкого Возрождения: таких, как возвышающиеся над крышей треугольные щипцы и высокие пилястры, визуально объединяющие верхние этажи. Фиксирующий наивысшую точку Старого города тяжёлый угловой эркер в виде башни, оформленный полуколоннами различной высоты, завершается островерхим покрытием, на котором располагался флюгер с датой постройки дома (утрачен в 2010-х годах). Высота полуколонн на разных этажах подобрана с удачным применением законов перспективы.
Первый этаж здания отведён под коммерческие цели: на нём располагался винный магазин Буттенгоффа. Три верхних этажа — жилые: в одну из квартир въехал сам купец по завершении строительства. В усадебный комплекс вошли и дворовые хозяйственные постройки, предназначенные под каретник и конюшню. Лишённая украшений северо-западная стена дворового корпуса служит фоном для Часовой башни.
После советско-финских войн (1939—1944) в здании был выполнен ремонт, проведена перепланировка, устроена новая главная лестница. Утрачен и ряд декоративных элементов фасада, но в целом внешний облик здания сохранился.